# 二丁基己二胺
N,N-二正丁基-1,6-己二胺（英語：N,N’-Dibutylhexamethylenediamine，常简称二丁基己二胺，dibutylhexanediamine）是用于聚合物生产的化合物，高毒，已列入极度危险物质列表。